# DuckTales: Der Film – Jäger der verlorenen Lampe
DuckTales: Der Film – Jäger der verlorenen Lampe ist ein Disney-Zeichentrickfilm aus dem Jahr 1990. Die Handlung spielt zwischen der 93.  und 94. Folge der Fernsehserie DuckTales.

## Inhalt
Die reichste Ente der Welt, Dagobert Duck, begibt sich mit seinen Neffen Tick, Trick und Track, deren Freundin Webby und dem Bruchpiloten Quack in der Wüste auf die Suche nach dem legendären Schatz von Collie Baba (Vgl. Ali Baba). Mithilfe des gierigen Diebes Dijon begibt sich die Gruppe in eine Höhle inmitten einer arabischen Wüste, wo sie den Schatz vermuten. Mithilfe der Fähigkeiten, die sich Tick, Trick und Track bei ihrer Pfadfindervereinigung Fähnlein Fieselschweif angeeignet haben, können auch die Fallen meist umgangen werden. So können sie den Schatz auch finden, was Dagobert sehr zufrieden macht. Unter dem Schatz befindet sich auch eine alte Öllampe. Da Webby ein Auge auf dieses Stück geworfen hat und Dagobert diese als wertlos betrachtet, überlässt er ihr die Lampe.
Allerdings will auch Dijon die Lampe, die er für seinen Meister Merlock beschaffen soll. Merlock ist ein böser Zauberer, der sich mithilfe seines Talismanes in jedes Tier verwandeln kann. Gerade als die Gruppe um Dagobert den Schatz transportbereit gemacht hat, erscheint Merlock, setzt die Seilbrücke zum Sockel in Brand und lässt diesen absinken. Die Gruppe wird so scheinbar ausweglos in eine Grube herabgelassen, in der sich aggressive skorpionartige Kreaturen befinden. Jedoch können sie sich mithilfe des Korbes, in dem sich der Schatz befand, vor den Kreaturen retten und durch eine Spalte nach draußen entkommen. Dagobert ist jedoch sehr unzufrieden, weil er so den Schatz von Collie Baba zurücklassen musste. Merlock sucht derweil im Schatz nach der Lampe und kann diese nicht finden. Er vermutet daher, dass Dagobert im Besitz der Lampe sein muss und folgt ihm in Gestalt eines Adlers mit Dijon nach Entenhausen.
In Entenhausen leckt Dagobert seine Wunden. Da er mit dem Schatz eine archäologische Gesellschaft beeindrucken wollte und damit nicht zurückkam, reagiert er gereizt auf weitere Anfragen und Einladungen. Währenddessen putzt Webby in Beisein der Jungs die Lampe, worauf ein Dschinn in Gestalt eines verunsicherten Jungen erscheint und den Kindern jeweils drei Wünsche erfüllen wird. Webby wünscht sich als erstes ein Elefantenbaby. Dies wird aber verschreckt und löst Chaos in der Villa von Dagobert aus und erschreckt die Haushälterin Tante Frieda. Dieses Chaos entgeht Dagobert nicht und er stellt die Kinder zur Rede. Diese verstecken den Genie im Wandschrank und versuchen sich aus der Situation rauszureden. Dabei sorgt der Dschinn allerdings für weiteres Chaos, als er mit einem Rollschuh ausrutscht und die Einrichtung im Schrank mitreißt. Um die Wahrheit vorerst zu vergeben, verkleidet er sich als normales Kind, worauf die Kinder vorgeben, dass es sich um ihren Freund Gene handelt, der für eine Nacht zu Besuch bleibt. Dagobert ist darüber nicht sonderlich begeistert, erlaubt es aber.
Die Kinder nutzen ihre verbleibenden elf Wünsche meist für Spielzeug und einem großen Eisbecher. Zum Schluss bleiben nur zwei Wünsche, einen von Webby und einen von Track. Als dadurch die Kinder die Zeit verpassen, drohen ihnen erzieherische Maßnahmen. Der Dschinn kann Dagobert aber so beeinflussen, dass er nachsichtig ist. Er ist glücklich, zu der Gruppe dazuzugehören, weil er so etwas nie gekannt hatte. In der Nacht ergreift ihn aber eine Panik, als ein Adler am Anwesen vorbeifliegt, in dem er Merlock vermutet. Er erzählt den Kindern daraufhin seine Geschichte. So war Merlock der vorherige Meister des Dschinns und hat sich mit einem ersten Wunsch ewiges Leben verschafft. Mit dem Talisman kann er zudem die Lampe so modifizieren, dass er über unbegrenzt viele Wünsche verfügen kann. Der Dschinn möchte aber nicht zurück zu Merlock, weil dieser böse ist und auch für den Untergang von Atlantis und Pompeji verantwortlich war. Die Sorge des Dschinns ist begründet, da Merlock und Dijon tatsächlich Entenhausen und das Anwesen der Ducks erreicht haben. Um herauszufinden, wo die Lampe ist, verwandelt sich Merlock in eine Ratte und infiltriert das Anwesen.
Am nächsten Tag wünscht sich Webby mit dem letzten Wunsch während einer Teeparty, dass ihre Stofftiere lebendig werden. Weil diese aber ein noch größeres Chaos verursachen (und ein Stofftiger Merlock in seiner Rattengestalt frisst), sieht sich Track dazu gezwungen, seinen letzten Wunsch dafür nutzen, das angerichtete Chaos rückgängig zu machen, was auch Merlock rettet. Dadurch wird Dagobert aber auch klar, dass es sich um den fremden Jungen um den legendären Geist in der Lampe handelt. Da ihm so auch drei Wünsche freistehen, wünscht er sich den Schatz von Collie Baba, welcher auch sofort erscheint. Mit diesem Schatz und dem Dschinn sieht er der Einladung durch die archäologische Gesellschaft gelassen entgegen, die Wünsche der Kinder, dem Dschinn das nicht anzutun, ignoriert er.
Während der Veranstaltung greift Merlock Dagobert und den Genie in Gestalt eines Bären an. Um sich zu retten, versteckt der Dschinn die Lampe auf einem Kronleuchter und sich und Dagobert darin. Der Plan scheint aufzugehen, Merlock und Dijon finden die Lampe nicht und suchen daraufhin getrennt nach der Lampe. Während der Wirren der Flucht verwechselt Dagobert die Lampe mit einem Imitat, zeitgleich findet Dijon das Original und will diese Merlock überlassen. Der Dschinn versucht darauf verzweifelt, Dijon davon zu überzeugen, selbst die Lampe zu nutzen, um sich den Dschinn untertan zu machen, was diesem sehr gefällt. Daraufhin wünscht er sich das Vermögen von Dagobert.
Als Dagobert in seinen Geldspeicher zurückkehrt, erkennt er, was geschehen ist. Dijon lässt Dagobert wegen Hausfriedensbruch festnehmen und ins Gefängnis bringen. Dort bleibt er aber nicht lange, da die Gruppe um die Kinder, Quack, Tante Frieda und Johann die Kaution bezahlen. Dagobert lässt sich von den Kindern aber überreden, sich alles zurückzuholen, indem er den Geldspeicher infiltriert und zu Dijon gelangen will, um ihn die Lampe zu stehlen und alles rückgängig zu machen. Mit seinem Wissen über das Sicherheitssystem beginnen Dagobert und die Kinder den Sturm auf den Geldspeicher. Auch Merlock, der sich an Dijon rächen will, nimmt unbemerkt und als Küchenschabe verwandelt am Sturm teil. Tatsächlich schaffen sie es, das Sicherheitssystem zu umgehen und zu Dijon zu gelangen. Allerdings kommt Merlock Dagobert zuvor, nimmt die Lampe an sich und setzt seinen Talisman darauf.
Mit unbegrenzten Wünschen ausgestattet, wünscht sich Merlock die Verwandlung Dijons in ein Schwein und aus dem Geldspeicher sein altes Gemach, welches nun abhebt und über Entenhausen schwebt. Um Dagobert loszuwerden, wünscht sich Merlock, dass er aus dem Gemach entfernt wird, was einen Sturm auslöst, der Dagobert an den Rand weht, der sich dort mit letzter Kraft hält. Zeitgleich gelingt es den Kindern aber, Merlock mit einer Schlinge die Lampe zu entreißen. Dagobert kriegt die Lampe zwar zu fassen, verliert dadurch aber auch den Halt und stürzt ab. Mithilfe des Talismanes verwandelt sich Merlock in einen Greif und kann Dagobert auffangen. Dieser kann sich jedoch befreien und Merlock den Talisman wegschlagen, womit er auch seine magische Kraft verliert, sich nicht mehr verwandeln kann und auch abstürzt. Mit der Lampe und seinem zweiten Wunsch wünscht sich Dagobert den Geldspeicher an seinen alten Platz und die Rettung seiner Familie, was der Dschinn sofort erfüllt. Die Gruppe ist gerettet.
Dagobert ist sich aber bewusst, dass die Lampe weiterhin ein Risiko darstellt und weitere Gestalten wie Merlock anziehen wird. Um das zu verhindern, will er die Lampe unschädlich machen, was die Kinder und den Dschinn entsetzt und so versuchen, ihren Onkel davon abzubringen. Dieser jedoch wünscht sich mit seinem letzten Wunsch, dass der Dschinn ein richtiger Junge wird, was diesen und die anderen Kinder überglücklich machen. Die Lampe verwittert und alle Wünsche werden rückgängig gemacht, was auch wieder Dijon in einem Menschen zurückverwandelt. Während die Kinder wieder spielen gehen, möchte Dagobert seinen obligatorischen Kopfsprung in sein Geld machen, erblickt aber Dijon, der sich damit die Taschen vollgemacht hat. Wütend rennt Dagobert dem flüchtenden Dieb hinterher.

## Veröffentlichung & deutsche Fassung
| Figur                 | Originalsprecher  | Deutscher Sprecher   |
| --------------------- | ----------------- | -------------------- |
| Dagobert Duck         | Alan Young        | Joscha Fischer-Antze |
| Tick, Trick und Track | Russi Taylor      | Ranja Bonalana       |
| Webby                 | Russi Taylor      | Beate Tober          |
| Genie                 | Rip Taylor        | Santiago Ziesmer     |
| Quax                  | Terence McGovern  | Manfred Petersen     |
| Merlock               | Christopher Lloyd | Raimund Krone        |
| Johann                | Chuck McCann      | Hans-Joachim Hanisch |
| Tante Frieda          | Joan Gerber       | Roswitha Dost        |
| Mrs. Featherby        | June Foray        | Liane Nitschke       |
| Dijon                 | Richard Libertini | Karl-Heinz Grewe     |

Der Film startete am 3. August 1990 in den US-Kinos, am 4. Juli 1991 fand die deutsche Kinopremiere statt. Auf deutschsprachiger VHS erschien der Film am 30. Januar 1992. Die deutsche Erstausstrahlung fand Jahre später am 1. Januar 1995 auf Das Erste statt. Am 17. Juni 2004 wurde der Film erstmals als DVD in Deutschland veröffentlicht.
Die Synchronisation entstand bei der Michael Eiler Synchron GmbH in Berlin unter Dialogbuch und -regie von Mario von Jascheroff. Die bis dahin etablierten Sprecher wurden für den Film ersetzt. Im Anschluss übernahm Ranja Bonalana die Stimme von Tick, Trick und Track auch für eine Neusynchronisation der Serie. Joscha Fischer-Antze wurde als Dagobert Duck für alle neu gesendeten Folgen verpflichtet. Des Weiteren wurden die deutschen Namen von Launchpad McQuack und Webby aus der Serie nicht übernommen, wo sie für den deutschsprachigen Markt die Namen „Quack, der Bruchpilot“ und „Nicky“ erhielten. Viele Fans kritisieren die schlechte Synchronisation des Films. Quack wird in der deutschen Fassung „Quax“ genannt in Anspielung auf den Film Quax, der Bruchpilot.

## Kritik
„Der erste (auch im Kino gezeigte) Spielfilm von Disneys TV- und DVD-Sparte parodiert nett Indiana Jones. Leider geriet die Synchro etwas lieblos.“

„Unsentimentaler, wortwitziger Slapstick im Stil der frühen Disney-Cartoons mit der ersten Spielfilmhauptrolle für Dagobert Duck.“